# Jean-Noël Amonome
Jean-Noël Amonome (Libreville, 24 de dezembro de 1997) é um futebolista profissional gabonense que atua como goleiro. Atualmente defende o 
AmaZulu.

## Carreira
Estreou no futebol aos 17 anos, jogando pelo FC 105 Libreville por 4 temporadas. Em 2018, foi contratado pelo AmaZulu, mas não jogou nenhuma partida (era o quinto goleiro do time), sendo emprestado posteriormente ao Royal Eagles (5 jogos) e Uthongathi (19 partidas). Foi reintegrado ao AmaZulu em 2021, passando a ser terceiro goleiro do clube.

## Carreira internacional
Amonome estreou pela Seleção Gabonense em março de 2021, na vitória por 3 a 0 sobre a República Democrática do Congo, pelas eliminatórias da Copa das Nações Africanas, sendo o titular das Panteras na competição, levando a equipe às oitavas-de-final. Embora tivesse feito boas defesas na partida contra Burkina Faso, o goleiro não evitou a eliminação nos pênaltis por 7 a 6.